# Craterispermum montanum
Espèce
Statut de conservation UICN

 VU B1+2c, D2 : Vulnérable
Craterispermum montanum est une espèce de plantes de la famille des Rubiaceae.

## Publication originale
- Botanische Jahrbücher für Systematik, Pflanzengeschichte und Pflanzengeographie 23: 460. 1897.